# Takuji Hayata
Takuji Hayata (早田 卓次?, Hayata Takuji; Tanabe, 10 ottobre 1940) è un ex ginnasta giapponese.

## Palmarès
Olimpiadi
- 2 medaglie:
  - 2 ori (anelli a Tokyo 1964; concorso a squadre a Tokyo 1964)

Mondiali
- 2 medaglie:
  - 2 bronzi (sbarra a Lubiana 1970; concorso a squadre a Lubiana 1970)